# لیک اوریون (میشیگان)
لیک اوریون (به انگلیسی: Lake Orion) یک روستا در ایالات متحده آمریکا است که در شهرستان اوکلاند، میشیگان واقع شده‌است. لیک اوریون ۳٫۳۷ کیلومتر مربع مساحت و ۲٬۹۷۳ نفر جمعیت دارد و ۳۰۰ متر بالاتر از سطح دریا واقع شده‌است.